# Markus Gisler
Markus Gisler (* 3. Dezember 1952) ist ein Schweizer Journalist und Moderator.

## Leben
Markus Gisler absolvierte ein Studium an der Höheren Wirtschafts- und Verwaltungsschule in Zürich (heute Hochschule für Wirtschaft Zürich) und schloss dieses 1982 ab.
1982 begann seine journalistische Laufbahn bei der Schweizer Wirtschaftszeitung Finanz und Wirtschaft. 1984 war er bei der Gründung von Radio Z (heute Energy Zürich) als Moderator und Wirtschaftsjournalist dabei. 1986 wechselte er in die Wirtschaftsredaktion des Tages-Anzeigers. 1989 half er mit, die Wirtschaftszeitung Cash zu konzipieren. Als deren Chefredaktor hat er zwischen 1990 und 2000 die Schweizer Medienlandschaft mitgeprägt. Als Gastgeber der TV-Sendung Cash-Talk interviewte Markus Gisler während vieler Jahre die Wirtschaftselite der Schweiz. 1998 erhielt er den Preis für Excellence in Business Journalism des Harvard Club. Von 1994 bis 1998 war er Mitglied der Fachkommission für die Fachempfehlungen zur Rechnungslegung FER.
2000 beriefen ihn Credit Suisse, Swisscom und Tamedia zum CEO des Internet-Finanzportals Moneycab, das er als CEO aufbaute und bis Ende 2002 leitete. 2002 wurde er in den Verwaltungsrat der Jean Frey AG gewählt. Ab 2003 bis Ende 2004 übernahm Markus Gisler die Chefredaktion der Aargauer Zeitung, der drittgrössten Schweizer Tageszeitung. 2005 war er Beirat in der Reality-Serie von SF DRS Traumjob, einer Lizenzversion von Donald Trumps The Apprentice.
Seit 2005 arbeitet er als Partner einer Kommunikationsagentur in Zürich. Regelmässig schreibt er Wirtschaftskolumnen für grosse Schweizer Zeitungen. Seit 2009 hat er zudem einen Lehrauftrag für Wirtschaftsjournalismus an der Universität St. Gallen.

## Weitere Tätigkeiten und Privates
Im Herbst 2012 wurde er in den Stadtrat von Rapperswil-Jona gewählt, ein 25-%-Teilzeitmandat; er trat nach einer Amtsdauer Ende 2016 zurück. Seit 2017 ist er Präsident der FDP Rapperswil-Jona. Markus Gisler ist verheiratet mit der bei der Schweizer Tagesschau tätigen Wirtschaftsjournalistin Marianne Fassbind. Das Paar hat zwei Kinder. Mehr als ein Hobby ist für Markus Gisler die Fotografie geworden. Regelmässig stellt er seine Landschaftsbilder aus.